# Stresa-konventionen
Stresa-konventionen:
I 1951 mødtes en række europæiske lande i Stresa i Norditalien for at blive enige om regler for navngivning af oste. Foruden Danmark var det Frankrig, Italien, Nederlandene, Norge, Schweiz, Sverige og Østrig. Dette førte til Stresa-konventionen, hvorefter elleve danske oste fra 1952 fik rent danske navne, der ikke umiddelbart sagde noget om oprindelsen. Danmark deltog i Stresa-konventionen i 40 år og udtrådte i 1992.
De 11 oste var:
- Danablu – Roquefort
- Danbo – Russisk steppeost
- Elbo – Brødost, Daugbjerg Grubeost
- Esrom – Saint Paulin
- Fynbo – Gouda
- Havarti – Tilsiter
- Maribo – Gouda
- Molbo – Edam, Ejdammer
- Mycella – Gorgonzola
- Samsø – Emmentaler
- Tybo – Taffelost, dansk schweizerost

En tolvte ost, der ikke var med i den oprindelige navngivningsrunde, men som ligner, er:
- Svenbo – Emmentaler